# Chaetodon oxycephalus
Poisson-papillon trompeur
Espèce
Statut de conservation UICN

 LC  : Préoccupation mineure
Chaetodon oxycephalus, communément nommé Poisson-papillon trompeur, est une espèce de poisson marin de la famille des Chaetodontidae.
Le Poisson-papillon trompeur est présent dans les eaux tropicales de la région Indo/ ouest Pacifique.
Sa taille maximale est de 25 cm.